# Словесные названия российского оружия/Л
Словесные названия российского оружия
А
Б
В
Г
Д
Е
Ё
Ж
З
И
К
Л
М
Н
О
П
Р
С
Т
У
Ф
Х
Ц
Ч
Ш
Щ
Э
Ю
Я
- «Лабадж» — военное учебно-тренировочное судно проекта 888
- «Лаванда» — прибор для досмотра автотранспорта
- «Лавина» — гранатомёт-ружьё
- «Лавина-Ураган» — бронированный водомётный спецавтомобиль на шасси Урал-532362 (8×8)
- «Лагуна» — корабельный навигационный тренажёр
- «Лагуна» — радиовысотомер малых высот А-045М
- «Лада» — многоцелевые дизель-электрические подводные лодки проекта 677
- «Ладога» — корабельная система управления огнём
- «Ладога» — авиационный феррозондовый магнитометр ММС-106
- «Ладога» — фронтовой оперативно-тактический ракетный комплекс
- «Ладога» — авиационная РЛС поиска аэростатов для самолёта А-60
- «Ладога» — бронированное транспортное средство МЧС (база Т-80)
- «Ладья» — система обработки и отображения информации от РЛС
- «Лаз» — защитно-герметичная дверь
- «Лазурит» — минный тральщик проекта 12255
- «Лазурь» — авиационная помехозащищённая линия связи
- «Лазурь» — возбудитель в радиостанции Р-161
- «Лазурь» — корабельная РЛС
- «Лазурь» — авиационная аппаратура
- «Лазурь» — корабельная оптическая прицельная станция
- «Лайнер» — перспективная БРПЛ
- «Лан» — корабельная ГАС
- «Лангуст» — экспедиционное судно проекта 545 (проект)
- «Лангуст-Щука» — противокорабельная мина
- «Ландыш» — авиационное прицельно-вычислительное устройство (ПВУ)
- «Ландыш» — 120-мм самоходный миномёт 2С8 («Астра»)
- «Ландыш» — авиационная станция шумовых помех Ил-76ПП, Су-24МР и др.
- «Ландыш» — засекречивающая аппаратура связи Р-555
- «Ландыш» — аппаратура засекречивания телефонных переговоров УКВ каналов связи Р-755
- «Ландыш» — УКВ радиостанция Р-116
- «Ланцет» — беспилотный/барражирующий боеприпас, разработки компании ZALA в двух вариантах:
  - «Ланцет-1» — лёгкая версия аппарата
  - «Ланцет-3» — тяжёлая версия аппарата
- «Лань» — корабельная ГАС миноискания МГ-69
- «Лань» — корабельная РЛС
- «Лань» — танковый ночной ТВ-прицел (на Т-84)
- «Ларец» — калибровочный КА
- «Лариса» — автоматическая система речевого подсказа на экспортных БМП-3
- «Ларри» — ствол-вкладыш в ГП-25
- «Ласка» — РЛС система управления стрельбой корабельной артиллерии 30-76-мм (5П-10-03)
- «Ласка» — электрошоковое устройство
- «Ласка» — 240-мм реактивный снаряд МС-24 с химической БЧ
- «Ласта» — система морского оружия
- «Ласточка» — самолёт-снаряд 10-ХН (корабельная ПУ)
- «Ласточка» — радиостанция Р-152
- «Ласточка» — 71-мм НАР АРС-70 (7П) (опытная)
- «Ласточка» — летающая лаборатория Ту-95ЛАЛ
- «Ласточка» — носимая УКВ радиостанция 20РТП-2-ЧМ
- «Ласточка» — противолодочная авиационная бомба ПЛАБ-250-120
- «Ласточка» — радиовысотомер малых высот А-037
- «Ласточка» — специальная аппаратная СА-26 для ВДВ (об. 955)
- «Ласточка» — БПЛА
- «Ласточка» — всплывающее буксируемое антенное устройство для ПЛ (К-687)
- «Латуш» — 400-мм самонаводящаяся электрическая торпеда
- «Лебедка» — бронированная ремонтно-эвакуационная машина БРЭМ-1 (об.608)
- «Лебедь» — оптико-электронный комплекс 30Л6 корабельного комплекса «Коралл»
- «Лебедь» — десантные корабли на воздушной подушке проекта 1232
- «Лебедь» — командирский перископ ПЗКЭ-21 (на подводной лодке)
- «Лев» — корабельная РЛС управления огнём артиллерии МР-184
- «Лев» — 100-мм корабельная АУ АК-100
- «Левкой» — коротковолновая радиостанция времен Великой Отечественной войны
- «Левкой» — станция ТРС Р-406
- «Легат» — РЛК
- «Легенда» — система глобальной морской космической разведки и целеуказания (МКРЦ) 17К114
- «Легенда» — переносная/возимая станция космической связи Р-439БК
- «Ледоруб» — двухзвенный транспортёр ДТ-4П (изделие 515)
- «Леер-2» — мобильный автоматизированный комплекс радиоэлектронной борьбы на шасси АМН-233114
- «Лейка» — 122-мм реактивный снаряд 9М23 с химической БЧ (РСЗО «Град»)
- «Лекало» — 125-мм БПС 3БМ44
- «Лена» — РЛС П-14 (1РЛ113)
- «Лена» — радиолучевое средство обнаружения
- «Лена» — узел КВ радиопеленгации и радиоперехвата Р-301
- «Ленинград» — приборы управления торпедной стрельбой
- «Ленок» — дизель-электрические подводные лодки-спасатели проекта 940 [India]
- «Лента» — панорамный адаптер для КВ радиоприёма Р-317
- «Леопард» — мобильная станция наземной артиллерийской разведки СНАР-10 [Big Fred]
- «Лесоруб» — корабельная БИУС МВУ-410 для ТАКР проекта 11434
- «Лесочек» — комплекс РЭБ
- «Леший» — костюм снайпера
- «Леший» — нож-мачете
- «Лещ» — 122-мм осколочно-фугасный снаряд ОФ56 повышенного могущества для М-30
- «Лещ» — имитатор комбинированного физического поля МЛ-32Г
- «Лиана» — радиотехнический комплекс на базе РЛС П-30 «Сатурн», предназначенный для установки на самолёт ДРЛО Ту-126, а позднее на KJ-1 разработки КНР
- «Лиана» — КА радиотехнической разведки (проект)
- «Лиана» — автоматизированная система управления движением ПЛ
- «Ливадия» — корабельная ГАС миноискания
- «Ливень» — корабельный противолодочный комплекс РПК-5 (РБУ-10000)
- «Ливень» — станция спутниковой связи Р-441
- «Ливень» — двухплоскостной стабилизатор вооружения 2Э12 для танка Т-10М
- «Ливень» — ПКР БО
- «Лига» — комбинированный танковый прицел (на ПТ-76Б)
- «Лидер» — ночной бинокль БН-3
- «Лидер» — травматический пистолет (переделанный ТТ)
- «Лидия» — 120-мм миномёт
- «Лилипут» — специальный магнитофон
- «Лилия» — комплект 122-мм реактивных снарядов 9М519-1…7 для постановки радиопомех (РСЗО «Град»)
- «Лилия» — аэродромная радиостанция
- «Лилия» — 120-мм опытный горный миномёт
- «Линарит» — радиоволновый миноискатель РВМ-2М
- «Линда» — патрульный катер на подводных крыльях
- «Линейка» — подвижной радиовысотомер ПРВ-17 (1РЛ141)
- «Линза» — прицел корабельной АЗП ЗиФ-71
- «Линза» — санитарно-эвакуационный бронеавтомобиль на базе КамАЗ-53949 «Тайфун 4×4»
- «Линкей» — танковый комплекс обнаружения лазерного облучения
- «Линь» — береговая РЛС
- «Линь» — корабельная РЛС обнаружения надводных целей
- «Лиман» — корабельная навигационная РЛС МР-231-2
- «Лимб» — система обмена данными с ПЛ и НК ВМФ 83т54-ПРМ-1
- «Лимонад» — аэрофототелевизионный аппарат
- «Липа» — вертолётная станция инфракрасных помех
- «Лира» — атомные подводные лодки на реакторе с жидкометаллическим теплоносителем проектов 705/705К [Alfa]
- «Лира» — авиационная якорная неконтактная мина
- «Лира» — корабельный ГАК
- «Лира» — трассовая РЛС 1Л118
- «Лира» — авиационный магнитофон МС-61
- «Лира» — корабельная астронавигационная система
- «Лира» — корабельная антенна
- «Лира» — спутник-мишень ИС-М
- «Лира» — авиационная антенно-фидерная система (на Ту-142)
- «Лиса» — передвижной наземный комплекс пуска ракето-мишеней
- «Лиса» — бронированная разведывательно-дозорная машина БРДМ-2 (с авт. ПАЗ и доп. ПНВ)
- «Лист» — комплекс средств преодоления ПРО на МБР Р-36
- «Лист» — опытная баллистическая ракета Р-12У (8К63Э) с КСП ПРО
- «Листва» — машина дистанционного разминирования 15М107
- «Лиственница» — корабельная система громкой связи и трансляции П-405
- «Листик» — десантный парашют Д-12 (проект)
- «Литий» — радиовысотомер на Ту-4
- «Литий» — корабельная БИУС (на ПЛ)
- «Лифт» — разгонный блок для РН «Днепр»
- «Лифтер» — модульное фортификационное сооружение контейнерного типа
- «Лодка» — подвижная УКВ радиостанция тропосферной связи средней мощности Р-121М (Р-122М)
- «Лодка» — аппаратура радиоуправления спасательной лодкой
- «Лоза» — носимая аварийно-спасательная радиостанция
- «Лоран» — радионавигационная система
- «Лось» — большой палубный танкер проекта 587
- «Лось» — авиационная станция РЭБ СПС-6
- «Лот» — корабельная РЛС
- «Лотос» — опытный танк/танковое управляемое вооружение
- «Лотос» — самолётный радиолокационный дальномер ДБС-2С
- «Лотос» — ручное пульсирующее огнетушительное устройство
- «Лотос» — автоматическая телеметрическая система
- «Лотос» — дистанционно-пилотируемый летательный аппарат БЛА-05 (Т92) комплекса 1К132
- «Лохматка» — маскировочный костюм лохматого типа
- «Лоция» — авиационная и корабельная РЛС
- «Лоцман» — корабельная навигационная РЛС
- «Лубок» — 122-мм гаубица обр. 1934
- «Луга» — приставка для приёма телеграфных передач Р-371
- «Луга» — авиационная ракета «воздух-земля» К-10С [AS-2 Kipper]
- «Луга» — система управления электро-энергетической системой подводных лодок «Борей»
- «Лук» — наземный радиозапросчик «свой-чужой» в ЗСУ-23-4М3
- «Луна» — тактический ракетный комплекс 2К6 (9К52) [FROG-3;4;5;6;7]
- «Луна» — ракета-носитель 8К72 (на базе МБР Р-7А)
- «Луна» — инфракрасный прожектор Л-2АГ
- «Луна» — оптическая система обеспечения посадки на авианосец
- «Луна» — танковый ночной прицел ТПН-1
- «Лунь» — ракетный экраноплан проекта 903 [Utka]
- «Лунь» — переносная КВ радиостанция для разведгрупп Р-353Л
- «Лунь» — авиационная бортовая командная УКВ радиостанция Р-800Л1
- «Луч» — система освещения аэродромов
- «Луч» — корабельная ГАС для обнаружения подводных препятствий
- «Луч» — индикатор оптических систем
- «Луч» — КА-ретранслятор 11Ф669 («Альтаир»)
- «Луч» — радиолокатор с синтезированной апертурой космического базирования
- «Луч» — наземный радиозапросчик (1РЛ246) для ЗРК «Стрела-1»
- «Луч» — танковый прицел-дальномер
- «Луч» — кумулятивный выстрел ПГ-7ВЛ (7П16) к РПГ-7
- «Луч» — башенная пулемётная установка
- «Луч» — автоматизированная система управления ПВО (в которую входят КСА «Низина», «Межа»)
- «Луч» — радиоволновой извещатель
- «Луч» — авиационная система наведения
- «Луч» — наземная аппаратура дешифрирования магнитных записей бортовых регистраторов параметров полёта типа МСРП, «Тестер»
- «Лучеграф» — аналоговый построитель зон акустической освещённости с учётом вертикального распределения скорости звука МГ-33 для НК
- «Лучок» — мостостроительная установка УСМ-3 на шасси Урал-532361 со вспомогательным автомобилем Урал-532301 для возведения низководных мостов грузоподъёмностью 60 т
- «Люмен» — визир корабельной РСЗО «Снег»
- «Люнет» — авиационный прибор постановки дымовых завес
- «Люстра» — авиационный радиоприцел РПБ-6
- «Лютик» — авиационная станция РЭБ Л-105 (на МиГ-25)
- «Лютик» — подвижная многоканальная ДЦВ радиорелейная станция Р-400М
- «Лягушка» — 122-мм буксируемая гаубица Д-30А
- «Ляпис» — КВ радиоприёмник Р-397ЛК